# Reinaldo I de Nevers
Reinaldo I de Nevers (c. 1000 - 29 de maio de 1040) foi um nobre da França medieval e conde de Nevers, que corresponde à actual comuna francesa da região administrativa da Borgonha, no departamento Nièvre.
Morreu em combate no dia 29 de maio de 1040. Foi Conde de Nevers desde 1028 até á sua morte.

## Relações familiares
Foi filho de Landrico I de Nevers (? - 1028) e de Matilde de Mâcon (975 - 1005). Casou em 1020 com a princesa Alice de França (1003 - 1063), filha de Roberto II de França (27 de Março de 972 — 20 de Julho de 1031) e de Constança de Arles (c. 986 - 22 ou 25 de julho de 1032), de quem teve:
1. Guilherme I de Nevers (1029 - c. 20 de junho de 1097, 1098 ou 1100) foi Conde de Nevers, conde de Auxerre e conde de Tonnerre entre 1040 e 1100, casado com Ermengarda de Tonnerre [3] (1032 - 1083), filha de Reinaldo I de Bar-sur-Seine e Tonnerre, Conde de Tonnerre e de Ervise de Woevre;
2. Henrique de Nevers (? - 1067);
3. Roberto de Nevers (1035 - 1098);
4. Guy de Nouatre;
5. Adelaide de Nevers.